# 6892 Lana
6892 Lana este o planetă minoră (asteroid) din centura de asteroizi. A fost descoperită pe 7 noiembrie 1978 la Observatorul Palomar de Eleanor F. Helin și a fost numită după Francesco Lana de Terzi⁠(d). 
Obiectul prezintă o orbită caracterizată de o semiaxă mare de 2,5699123 UAi, o excentricitate de 0,27, o înclinație de 4,25903 ° în raport cu ecliptica.